# Natalie Martindale
Natalie Martindale (* 26. April 1977) ist eine ehemalige vincentische Leichtathletin. Sie trat bei den Olympischen Sommerspielen 1996 in Atlanta an.
Martindale war gerade einmal 16 Jahre als, als sie erstmals an einem internationalen Wettbewerb teilnahm. Sie nahm an zwei Läufen bei den Leichtathletik-Weltmeisterschaften 1993 in Stuttgart teil.
Drei Jahre später wurde sie für die Olympischen Sommerspiele ausgewählt und nahm an den 100 m teil und kam mit einer Zeit von 12,25 s auf Platz 8 in den Vorläufen.